# Muktsar (distrikt)
Muktsar är ett distrikt i Indien.   Det ligger i delstaten Punjab, i den norra delen av landet, 300 km nordväst om huvudstaden New Delhi. Antalet invånare är 901 896.
Följande samhällen finns i Muktsar:
- Muktsar
- Malaut
- Giddarbāha